# Rabsztyn (gromada)
Rabsztyn – dawna gromada, czyli najmniejsza jednostka podziału terytorialnego Polskiej Rzeczypospolitej Ludowej w latach 1954–1972.
Gromady, z gromadzkimi radami narodowymi (GRN) jako organami władzy najniższego stopnia na wsi, funkcjonowały od reformy reorganizującej administrację wiejską przeprowadzonej jesienią 1954 do momentu ich zniesienia z dniem 1 stycznia 1973, tym samym wypierając organizację gminną w latach 1954–1972.
Gromadę Rabsztyn z siedzibą GRN w Rabsztynie utworzono – jako jedną z 8759 gromad na obszarze Polski – w powiecie olkuskim w woj. krakowskim, na mocy uchwały nr 28/IV/54 WRN w Krakowie z dnia 6 października 1954. W skład jednostki weszły obszary dotychczasowych gromad Bogucin Mały, Podlesie, Skalskie i Rabsztyn ze zniesionej gminy Rabsztyn oraz Troks ze zniesionej gminy Jangrot w tymże powiecie. Dla gromady ustalono 24 członków gromadzkiej rady narodowej.
31 grudnia 1959 do gromady Rabsztyn przyłączono wieś Braciejówka ze zniesionej gromady Braciejówka.
Gromada przetrwała do końca 1972 roku, czyli do kolejnej reformy gminnej.